# Kolomna
Kolomna (rusky Коломна) je město v Rusku, v Moskevské oblasti, na řece Oce. Má necelých 150 000 obyvatel; leží 114 km jihovýchodně od Moskvy po železnici.

## Historie
Jedná se o město s dlouhou historií; založeno bylo roku 1177. Roku 1237 Kolomnu zničil nájezd Mongolů. Od roku 1301 byla součástí moskevského knížectví; to ji za své vlády začlenilo do svojí opevněné hranice. V 16. století zde byl vystavěn Kolomenský kreml, ne nepodobný tomu moskevskému. Až do dob průmyslové revoluce tu byl prakticky jen kreml; poté se začalo rozvíjet moderní město. Do dnešních dob se z kremlu dochovalo několik věží a dvě velké zdi, původem z 16. a 17. století.